# Chironomus daitoefeus
Chironomus daitoefeus är en tvåvingeart som beskrevs av Sasa och Suzuki 2001. Chironomus daitoefeus ingår i släktet Chironomus och familjen fjädermyggor. Inga underarter finns listade i Catalogue of Life.